# Zaccaria Delfino
Zaccaria Delfino (Veneza, 29 de março de 1527 - Roma, 19 de dezembro de 1583) foi um cardeal do século XVII

## Biografia
Nasceu em Veneza em 29 de março de 1527. De uma família patrícia veneziana. Seu primeiro nome também está listado como Zacharia; e seu sobrenome é Dolfin; e como Dolfino.
Estudou humanidades, filosofia e direito na Universidade de Pádua..
Entrou no estado eclesiástico e foi para Roma em 1550. Prelado papal no pontificado do Papa Júlio III. Protonotário apostólico no pontificado do Papa Paulo IV..
Ordenado em 1550..
Eleito bispo de Hvar (Lesina), Dalmácia, em 5 de maio de 1553. Consagrado (nenhuma informação encontrada). Núncio na Alemanha, 7 de fevereiro de 1554 a agosto de 1555. Acompanhou o cardeal Giovanni Girolamo Morone, legado a latereà Dieta de Augsburgo em janeiro de 1555; quando os cardeais Morone e Otto Truchess von Waldburg, que também estavam na Dieta, tiveram que retornar a Roma em março por causa da morte do Papa Júlio III, ele permaneceu como o único representante papal em Augsburg; em julho ele também retornou a Roma para apresentar um relatório sobre a Dieta ao novo papa, Paulo IV. Núncio perante Fernando II da Sicília no pontificado do Papa Paulo IV. Núncio na Áustria, de 22 de março de 1561 até outubro de 1565. Participou do Concílio de Trento, 1562-1563; ele foi encarregado de transmitir as decisões do concílio aos bispos alemães..
Criado cardeal sacerdote no consistório de 12 de março de 1565; recebeu o barrete vermelho e o título de S. Maria in Aquiro, diaconaria pro illa vice elevada a título, 7 de setembro de 1565. Participou do conclave de 1565-1566, que elegeu o Papa Pio V. Não participou do conclave de 1572, que elegeu o Papa Gregório XIII. Vice-protetor da Alemanha e membro da Congregatio Germanica , 1573. Renunciou ao governo da diocese antes de 22 de março de 1574. Optou pelo título de S. Stefano al Monte Celio, 15 de abril de 1578. Optou pelo título de S. Anastasia, 17 de agosto de 1579. Camerlengo do Sagrado Colégio dos Cardeais, 8 de janeiro de 1582 a 10 de janeiro de 1583..
Morreu em Roma em 19 de dezembro de 1583. Sepultado em frente à escadaria do altar-mor da igreja de S. Maria sopra Minerva, Roma.